# دقسة البقول
دُقْسَة البُقُول أو قدَّان البُقُول أو ألتيز هو نوع من خنفساء الأوراق ينتمي إلى فَصيلة خنفسية الأوراق ، فُصَيْلة غلروقية .

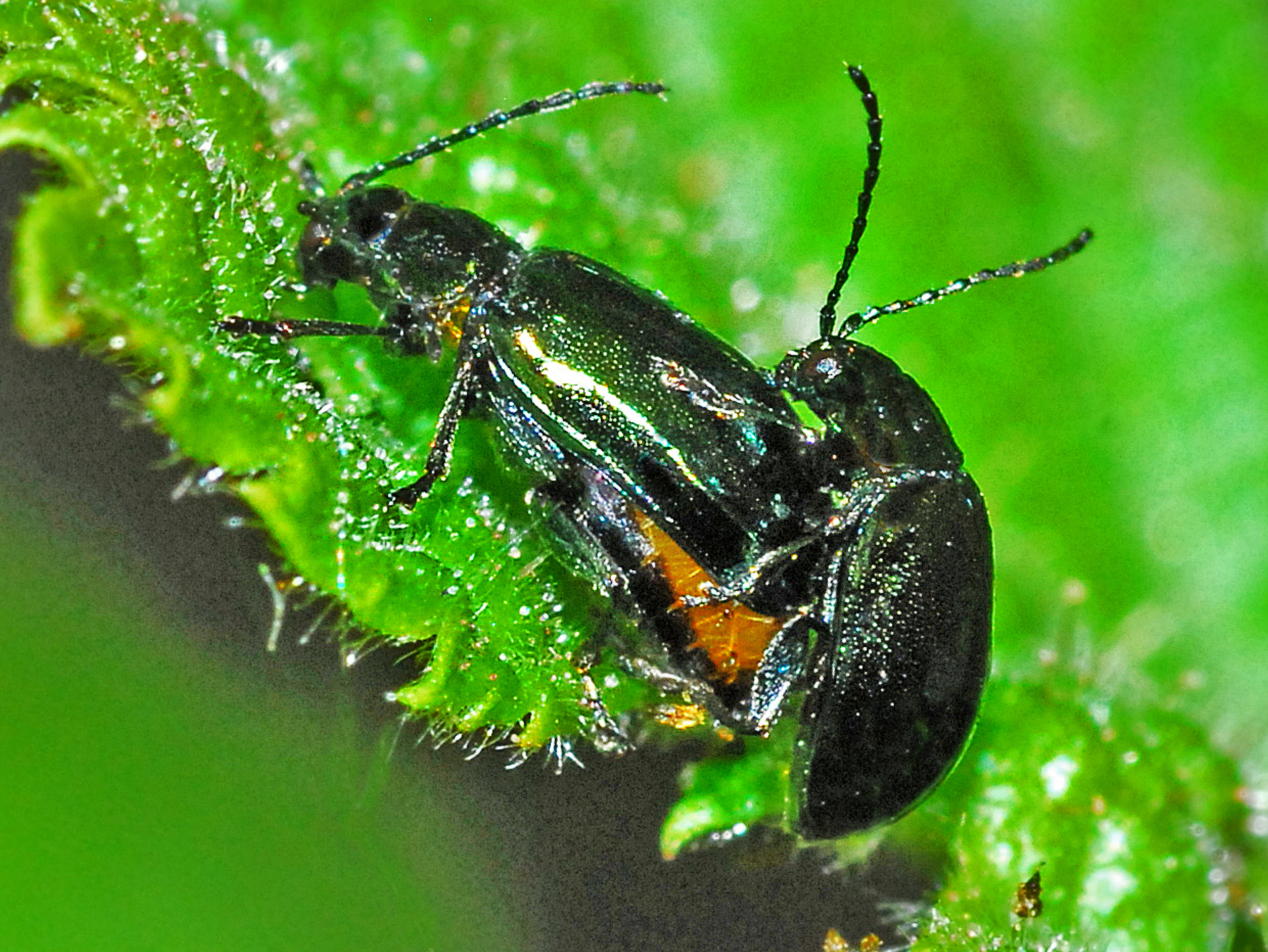
سفاد دقسة البقول

## وصف
تطول دقسة البقول بين 3–42 مـم (0.12–1.65 بوصة). ثوبها إلى الخضار الأزرق اللامع. الأرجل والهوائيات مظلمة.عظم الفخذ الخلفي أكثر ثخانة. يرقتها سوداء هلبية الشكل تطول نحو 6 مم. الحشرة واليرقة تركبان أوراق الملفوف واللفت والشوندر.